# Історії примар
Історії примар (англ. Ghost Stories) — британський фільм жахів 2017 року. Знятий режисерами Енді Найманом та Джеремі Дайсоном за мотивами їхньої однойменної п'єси, створеної 2010 року. Головну роль зіграв Енді Найман.

## Синопсис
Професор психології Гудман вивчає історію трьох осіб, які нібито зіткнулися з надприродним: нічного сторожа, підлітка і бізнесмена. Скептично налаштований професор перетворюється з спостерігача в активного учасника, коли отримує послання з того світу.

## У ролях
| Актор              | Роль                                   |
| ------------------ | -------------------------------------- |
| Енді Найман        | Філіп Гудман                           |
| Мартін Фріман      | Майк Прідл / старший лікар             |
| Алекс Лотер        | Саймон Ріфкінд / молодший лікар        |
| Пол Вайтгаус       | Тоні Меттьюз / лікарняний прибиральник |
| Ніколас Барнс      | Марк Ван Ріс                           |
| Джилл Галфпенні    | Пеггі Ван Ріс                          |
| Кобн Голдбрук-Сміт | отець Емері                            |
| Даніель Гілл       | містер Гудман                          |
| Емі Дойл           | Естер Гудман                           |
| Рамзан Міа         | хлопець Естер                          |
| Пол Воррен         | Вуллі                                  |
| Джеремі Дайсон     | ді-джей                                |